# Bipinnula gibertii
Bipinnula gibertii är en orkidéart som beskrevs av Heinrich Gustav Reichenbach. Bipinnula gibertii ingår i släktet Bipinnula och familjen orkidéer.
Artens utbredningsområde är Uruguay. Inga underarter finns listade i Catalogue of Life.

## Bildgalleri

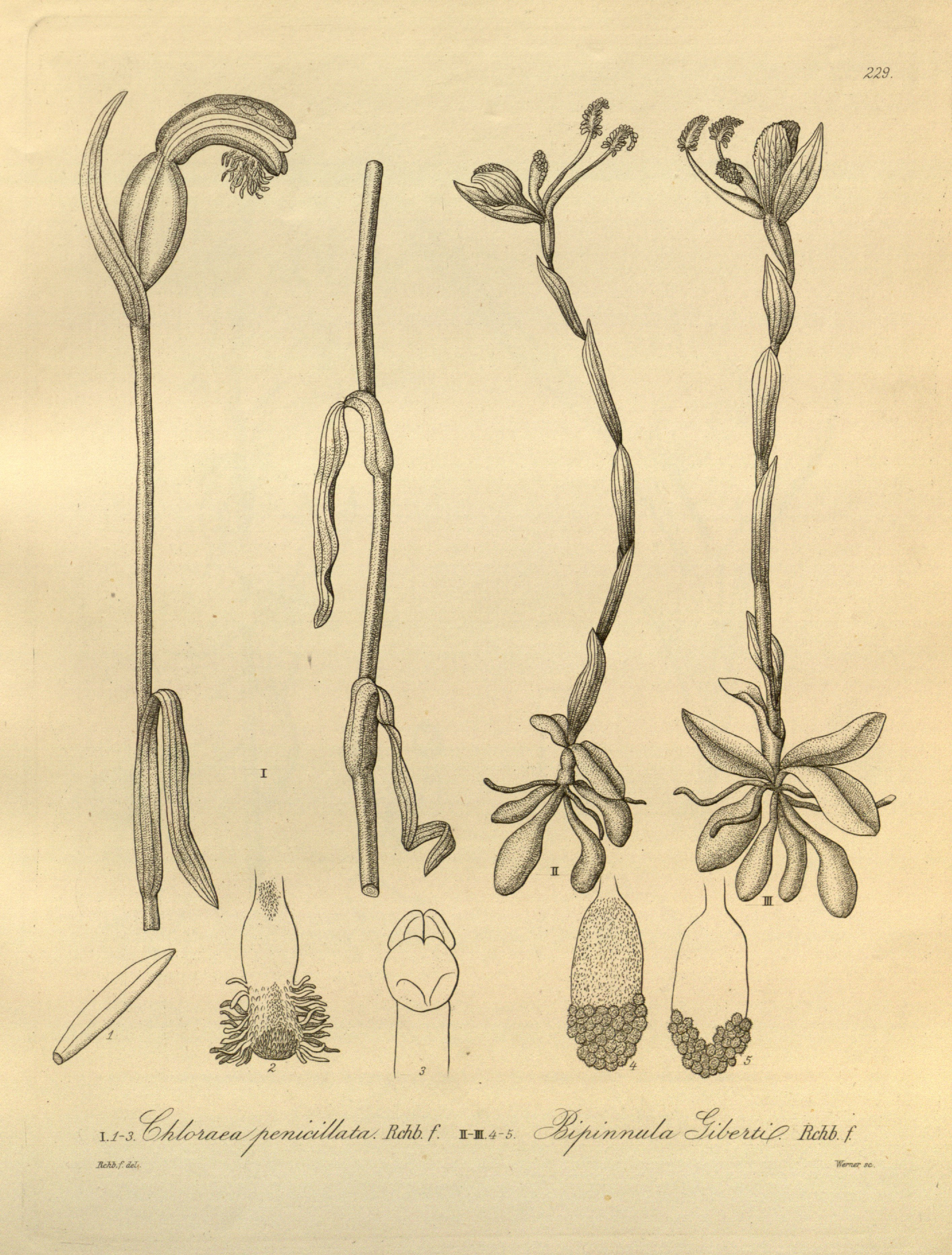